# کونستانتینوس میلیوتیس-کومنینوس
کونستانتینوس میلیوتیس-کومنینوس (یونانی: Κωνσταντίνος Μηλιώτης-Κομνηνός؛ ۱۸۵۴ – ۱۲ ژوئن ۱۹۴۱) ژنرال نیروی زمینی یونان و شمشیرباز بازی‌های المپیک تابستانی ۱۸۹۶ بود. وی در جنگ‌هایی همچون جنگ یونان و ترکیه (۱۸۹۷)، جنگ‌های بالکان، جنگ یونان و ترکیه (۱۹۲۲–۱۹۱۹) و جنگ جهانی اول حضور داشته است.